# Jurgen Callaerts
Jurgen Callaerts (Rumst, 9 mei 1985) is een Belgisch Vlaams-nationalistisch politicus voor de N-VA.

## Biografie
Callaerts behaalde in 2007 een diploma in de toegepaste economische wetenschappen en in 2008 een postgraduaat in de maritieme wetenschappen aan de Universiteit Antwerpen. In 2019 behaalde hij nog een master in overheidsmanagement aan de Antwerp Management School.
Hij startte in 2008 zijn beroepsloopbaan als adviseur voor risicobeheer bij spoorwegbeheerder Infrabel en was nadien van 2009 tot 2014 aan de slag voor de Federale Overheidsdienst Binnenlandse Zaken, als inspecteur en vervolgens vanaf 2012 hoofdinspecteur voor de brandweerinspectie. Daarna was hij van november 2014 tot december 2018 adviseur op het kabinet van Jan Jambon, toenmalig minister van Veiligheid en Binnenlandse Zaken, en van 2018 tot 2019 attaché op de FOD Binnenlandse Zaken. In het jaar 2020 werkte hij als business manager voor de publieke sector voor het consultancybedrijf TriFinance. In 2021 volgde hij een opleiding als reserveofficier voor de Belgische marine en ging hij deeltijds aan de slag als crisis- en rampenmanager voor deze legercomponent. Van 2022 tot 2024 was hij eveneens beleidsondersteuner voor de Kustwacht bij het Crisiscentrum van de FOD Binnenlandse Zaken.
Callaerts werd politiek actief voor de N-VA en in oktober 2012 werd hij voor de partij verkozen tot gemeenteraadslid van Rumst. Van januari 2013 tot december 2018 was hij er schepen van Jeugd, Financiën en Communicatie en van 2016 tot 2018 voorzitter van de gemeenteraad en sinds januari 2019 is Callaerts burgemeester van de gemeente. Tevens is hij sinds 2019 lid van de bestuurlijke commissie Veiligheid en sinds 2021 lid van de raad van bestuur van de Vereniging van Vlaamse Steden en Gemeenten (VVSG).
Bij de Vlaamse verkiezingen van juni 2024 werd Jurgen Callaerts eerste opvolger in de kieskring Antwerpen. In oktober 2024 werd hij effectief lid van het Vlaams Parlement ter vervanging van Vlaams minister Annick De Ridder. Callaerts ging er zetelen in de commissies Landbouw, Visserij en Plattelandsbeleid en Leefmilieu, Natuur en Ruimtelijke Ordening.